# Veronica officinalis
Verónica es el nombre de la planta con flor también conocida como triaca (Veronica officinalis L.);  es una pequeña herbácea trepadora perenne de la familia de las escrofulariáceas.

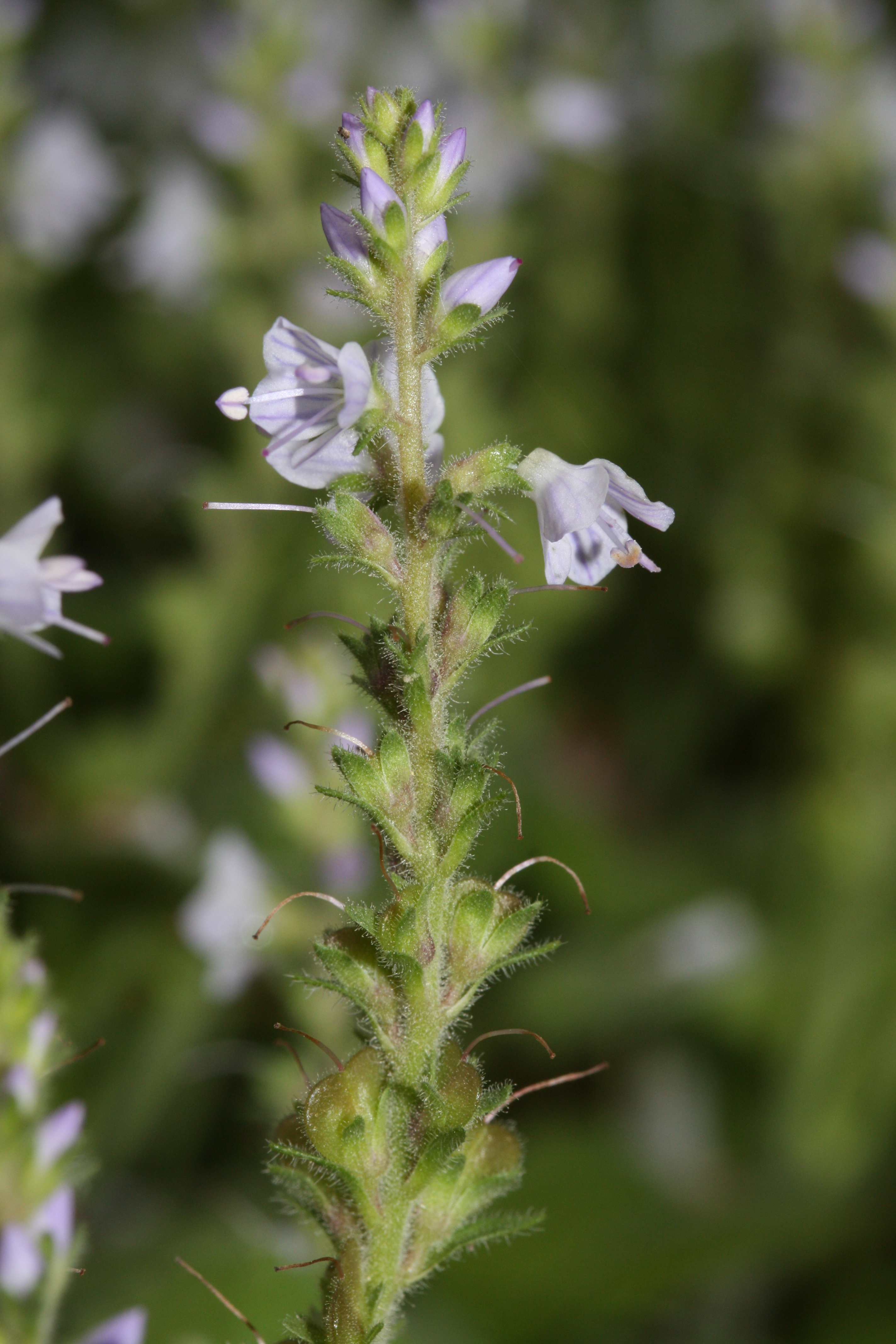
Inflorescencia

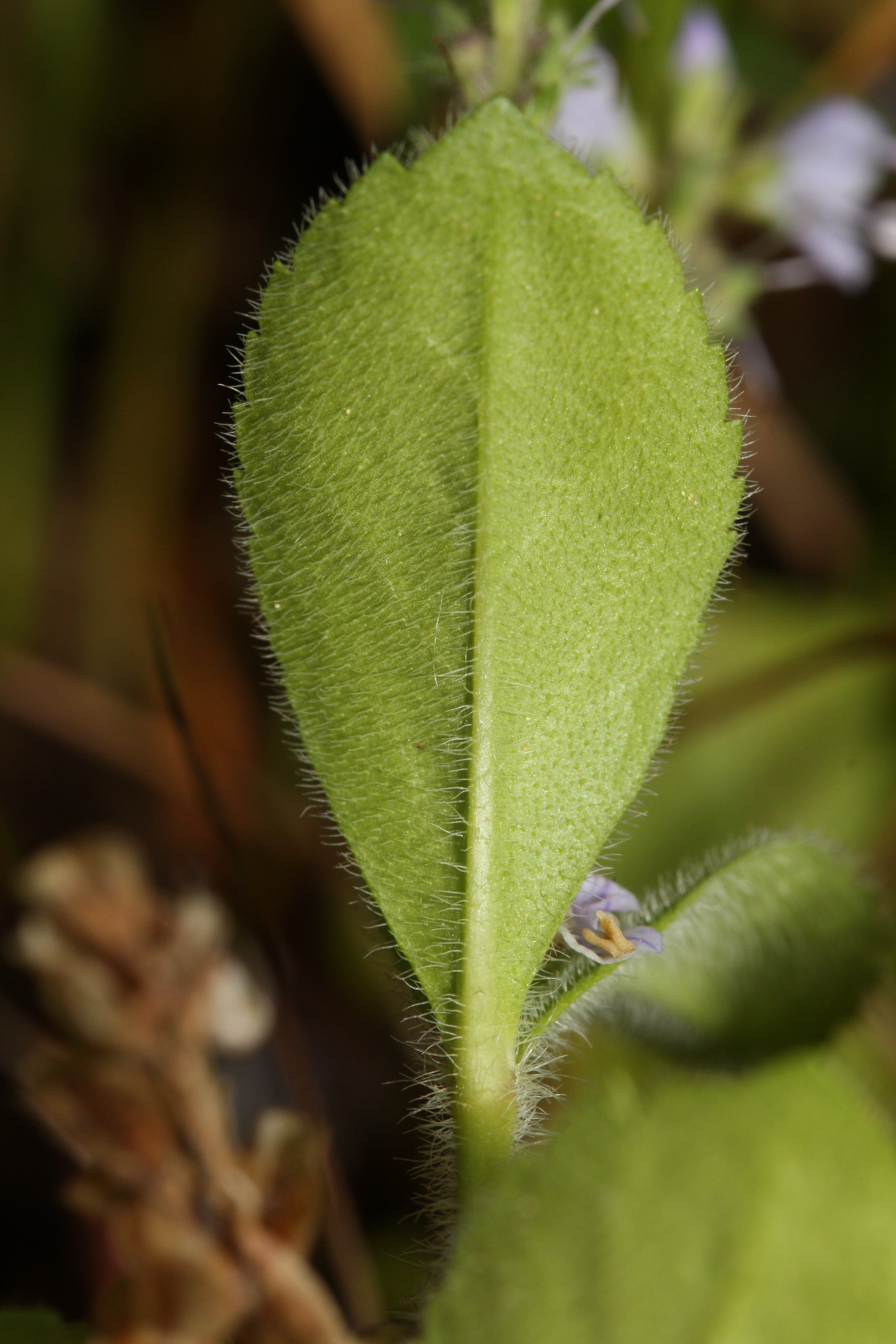
Detalle de la hoja

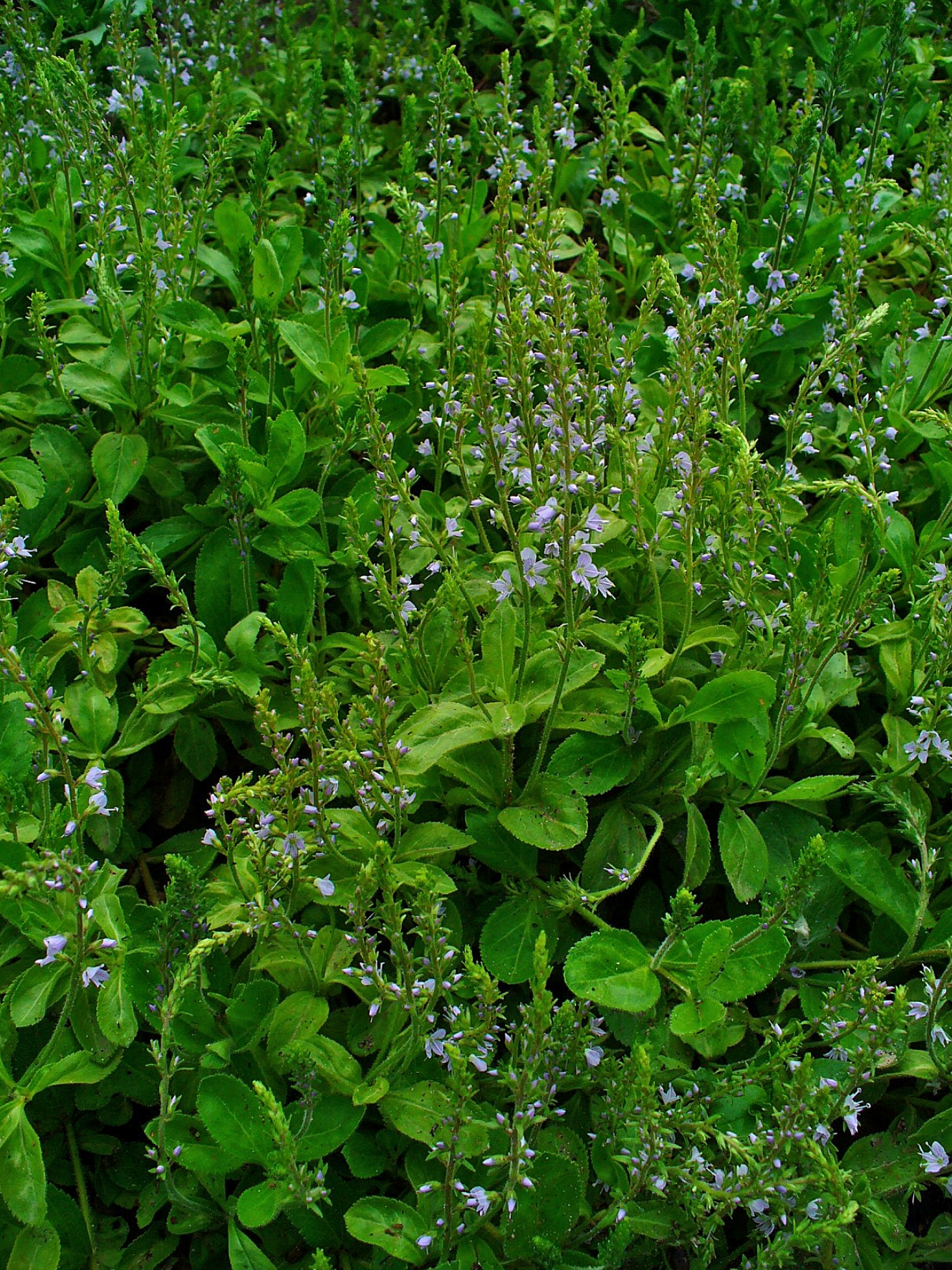
En su hábitat

## Hábitat
Esta planta es nativa de Europa y crece de manera silvestre. Terrenos silíceos, bosques y praderas de toda Europa, excepto en la región mediterránea. Se cría en regiones frías del norte y sur de América.
En la península ibérica, aparece principalmente en zonas de montaña de la zona norte, y su concentración va aumentando a medida que nos acercamos a la zona pirenaica. En Cataluña concretamente, se encuentra al norte, exclusivamente en la zona de los Pirineos.
Crece principalmente en bosques caducifolios , poco espesos, sobre suelos ácidos o descalcificados y matorrales silicícolas húmedos.

## Descripción
Es una planta perenne, ramificada, de 10 a 40 cm de longitud, con tallo ascendente y pubescente en toda su longitud. Las hojas son opuestas (aunque las hojas superiores son ordinariamente dispersas), distribuidas regularmente sobre la rama y con un peciolo corto. Son hojas elípticas u ovales, con medidas de 15 a 50 mm y con margen finalmente serrado. También se caracterizan por presentar una ligera pilosidad y por su consistencia carnosa.
Las flores aparecen en racimos axilares que contienen entre 15 y 25 flores pediceladas que miden de 3 a 6 cm. El cáliz , de 2 a 3 mm, tiene 4 sépalos lanceolados y pilosos. La corola es campanulada, no bilabiada, con 4 segmentos desiguales y más largos que el tubo. Presenta 4 pétalos ligeramente soldados en la base, de color azul claro, lila o rosados, con nervadura oscura, aunque se pueden encontrar de blancas con nervadura rosada. El androceo está formado por dos estambres fértiles sin estaminodios, y el gineceo por un ovario súpero de 2,5 a 3,5 mm. El fruto es en cápsula, de pequeñas dimensiones (3-5 x 4-5 mm), con forma de triángulo invertido. La forma vital es en caméfito , y la planta florece entre mayo y agosto.

## Propiedades
En la época de los romanos se creía que la verónica era una cura para más de cuarenta enfermedades diferentes, y en la Edad Media se creía que protegía de los malos espíritus.
El nombre que se le ha dado de hierba de los leprosos, parece tener su historia en un rey de Francia que supuestamente fue curado de la lepra por esta planta.
El principio amargo le confiere propiedades aperitivas y digestivas, los taninos, propiedades astringentes, los saponósidos propiedades balsámicas. Las propiedades como antiinfalamatorio y antialérgico son proporcionados por los heterósidos. También es sedante, antiulcerosa, antimicrobiana (por bacterias Klebsiella pneumoniae y Staphylococcus aureus ) y antifúngico (por el hongo Candida albicans ). Popularmente se considera depurativa.
Usos medicinales
Se utiliza para calmar algunas patologías del aparato digestivo. Se usa como estimulante del apetito y para tratar algunas afecciones como dispepsias hiposecretores, gastritis, úlcera gastroduodenal, flatulencia y diarrea.
En cuanto al sistema respiratorio usa para el tratamiento de la bronquitis, el enfisema, la asma, la faringitis y la tos (ya que tiene propiedades antitusivas y béquicas).
En uso tópico es utilizada como calmante del picor, para lavar heridas y eczemas, para úlceras cutáneas, aftas, dermatomicosis, vulvovaginitis, reumatismo y gota. También se usa como suavizante de la piel reseca por el frío.

## Principios activos
Los principios activos en la planta, que se utiliza completa en forma de infusión.
- Glucósidos iridoides.
  - Aucubina.
  - Ésteres de catalpol como veronicósido, minecósido y verprósido.
- Glucósidos y acetofenona
  - Pungenina, isopungenina (y su 6'-caffeato)-
- Flavonoides
  - Apigenina, escutelarina, luteolina (y sus glucósidos derivados).

## Taxonomía
Veronica officinalis fue descrita por Carlos Linneo y publicado en Species Plantarum 1: 11. 1753.
Etimología
Veronica: nombre genérico que se cree deriva de cierta especie muy conocida antiguamente, llamada betónica, y que por degeneración ha llegado a verónica.
officinalis: epíteto latino que significa "planta medicinal de venta en herbarios".
Sinónimos
- Veronica tournefortii Vill. [1787, Hist. Pl. Dauph., 2 : 9]
- Veronica spadana Lej. [1811, Fl. Env. Spa, 1 : 22]
- Veronica setigera D.Don [1821, Mem. Werner Soc., 3 : 297]
- Veronica praetutiana Moretti [1833, Bibliot. Ital. (Milan), 72 : 217]
- Veronica officinarum Crantz [1769, Stirp. Austr., ed. 2, 4 : 336]
- Cardia officinalis (L.) Dulac[2][3]

## Nombres comunes
- Castellano: hierba de la triaca, hierba morga, malarranca, paulina, te de España, te de Europa, té de Europa, te de ribera, triaca, tríaca, verónica, verónica común, verónica macho, verónica oficinal, vinagra.[2]